# Шпонка (иконопись)
Многочастная иконная доска (щит) для прочности могла скрепляться шпо́нками.
Между примыкающими друг к другу краями досок врезались небольшие фигурные шпонки, в зависимости от конфигурации именуемые «ласточками», «сковородниками» и «карасиками».
С тыльной стороны, либо с торца щиты могли дополнительно скрепляться длинными планками — накладными или врезными шпонками. Для византийских и русских икон до XI в. характерно крепление тыльных и торцевых шпонок на деревянных шипах или железных гвоздях. К XIV в. накладные шпонки постепенно вытесняются врезными, вставляемыми в специально подготовленные пазы. Паз и шпонка делались обычно в сечении трапециевидными, что удерживало шпонку при усыхании. С XV в. шпонку изготавливали сужающейся по длине, пазы под шпонки делалаются короче ширины доски, а две (и более) шпонки вставляются на разных уровнях навстречу друг другу. Такие шпонки помогают избежать значительной деформации иконной доски, поэтому их использовали не только в щитах, но и для одиночных досок. В XVI в. шпонки становятся тонкими, почти не выступающими над поверхностью доски, в XVII в. шпонки остаются тонкими, но прибавляют в ширине. С конца XVII в. на небольших и средних иконах появляются врезные торцевые шпонки.